# Лидија Михајловић
Лидија Михајловић (Ниш, 23. септембар 1968) је српска спортисткиња и репрезентативка Србије у стрељаштву.
Стрељаштвом је почела да се бави у Стрељачком клубу Ниш 1881, под руководством тренера Зорана Стојиљковића. Дисциплине у којима се такмичи су: малокалибарска пушка тростав на 50 метара, малокалибарска пушка 60 метака лежећи став и ваздушна пушка на 10 метара.
Учесник је Летњих олимпијских игара 1992. у Барселони. Због санкција СР Југославији било је забрањено учешће њених спортиста под југословенском заставом, па је Михајловићева наступила као независни учесник са олимпијском заставом. Учествовала је у две дисциплине, али без запаженијег резултата.
После 16 година поново је испунила олимпијску норму на Светском првенству 2006. у Загребу, заузевши четврто место. Представљала је Србију на Летњим олимпијским играма 2008. у Пекингу. Учествовала је у дисциплини МК пушка тростав 50 метара и освојила седмо место са заостатком од 1,3 круга иза трећепласиране. Поред ове учествовала је у дисцилини Ваздушна пушка 10 м заузевши 20 место.

## Највећи успеси Лидије Михајловић
| Год. | Такмичење            | Место                 | Плас. | Рез.             |
| ---- | -------------------- | --------------------- | ----- | ---------------- |
| 1991 | Светски куп          | Мексико, Мексико      | 2     | ваз. пушка 10    |
| 1992 | Светски куп          | Милано, Италија       | 2     | вазд. пушка 10   |
| 1992 | Светски куп          | Милано, Италија       | 2     | МК пушка тростав |
| 1992 | Олимпијске игре      | Барселона, Шпанија    | 33    | МК пушка тростав |
| 1992 | Олимпијске игре      | Барселона, Шпанија    | 17    | ваз. пушка 10    |
| 1994 | Европско првенство   | Стразбур, Француска   | 2     | ваз. пушка 10    |
| 1996 | Европско првенство   | Будимпешта, Француска | 3     | ваз. пушка 10    |
| 2006 | Светско првенство    | Загреб, Хрватска      | 4     | МК пушка тростав |
| 2007 | Светски куп          | Бангкок, Тајланд      | 1     | МК пушка тростав |
| 2007 | Финале Светског купа | Бангкок, Тајланд      | 2     | МК пушка тростав |
| 2008 | Олимпијске игре      | Пекинг, Кина          | 7     | МК пушка тростав |
| 2008 | Олимпијске игре      | Пекинг, Кина          | 20    | ваз. пушка 10    |